# خوزه لوئیس تورس (بازیکن فوتبال، زاده ۱۹۹۵)
خوزه لوئیس تورس (انگلیسی: José Luis Torres؛ زادهٔ ۱۷ ژوئیهٔ ۱۹۹۵) بازیکن فوتبال است.